# Piteå IF
Piteå IF is een Zweedse voetbalclub uit de noordelijke stad Piteå die vooral bekend is vanwege het vrouwenvoetbal. De club is opgericht in 1918 en speelt de wedstrijden in de LF Arena. De vrouwenafdeling komt uit in de Damallsvenskan, terwijl de mannen in de hogere amateurreeksen acteren.
In 2018 werd de vrouwenploeg voor het eerst in de geschiedenis landskampioen van Zweden. Het was tevens de eerste keer dat een club uit de provincie Norrbottens län de beste werd.
De club heeft in 2018 en 2022 een wedstrijd in de Damallsvenskan gespeeld tijdens de middernachtzon in Kiruna. 